# Сегун Одегбамі
Патрік Олусегун Одегбамі (англ. Patrick Olusegun Odegbami, нар. 27 серпня 1952, Лагос, Нігерія) — колишній нігерійський футболіст. Вся його футбольна кар'єра пройшла в нігерійському клубі «Шутінг Старз» з міста Ібадан, за який він виступав з 1970 по 1984 роки. За збірну Нігерії він відіграв 46 матчів, в яких забив 23 м'яча, займаючи зараз друге місце у списку найкращих бомбардирів збірної після Рашиді Єкіні (37 м'ячів). Одегбамі зробив вирішальний внесок у здобуття Нігерією свого першого титулу чемпіона Африки на Кубку африканських націй 1980 року, який проходив саме у Нігерії. Уболівальники прозвали Одегбамі «математиком» (mathematical) за його віртуозну техніку володіння м'ячем і точність ударів по воротах.
Його молодший брат, Воле Одегбамі, також професійний футболіст, який в минулому грав за збірну Нігерії.

## Біографія
Одегбамі народився у столиці Нігерії Лагосі, але його дитинство пройшло у місті Джос на півночі країни. Футбольна кар'єра Одегбамі почалася в 1970 в Ібадані, великому місті на півдні Нігерії, у місцевому клубі «Шутінг Старз», де він швидко набув форму і здобув популярність серед уболівальників. Одегбамі став одним з архітекторів «золотої доби» в історії клубу і був ключовим гравцем у складі команди, котрий відіграв ключову роль в успіху клубу в 1976 році, коли «Шутінг Старз» першим серед нігерійських клубів здобув титул клубного чемпіона континенту, виборовши Кубок африканських чемпіонів.
Після кількох блискучих сезонів у складі «Шутінг Старз» Одегбамі був викликаний до складу національної збірної, і вперше вийшов на поле в її складі 16 жовтня 1976 року в матчі проти збірної Сьєрра-Леоне.
Разом з Одегбамі у складі «Зелених орлів» (як тоді прозивалася збірна Нігерії) грав поточний тренер збірної Крістіан Чукву. Збірна сподівалася на гучний успіх на Олімпіаді-1976 у канадському Монреалі, але внаслідок масового бойкоту Олімпійських ігор, влаштованого багатьма африканськими країнами в знак протесту проти участі в Олімпіаді Південної Африки, в якій тоді панувала політика апартеїду, цім сподіванням не судилося збутись.
Ще одним великим розчаруванням в міжнародній кар'єрі Одегбамі став відбірний турнір до чемпіонату світу 1978 року в Аргентині. Для потрапляння до фінальної частини змагань в останньому матчі кваліфікації, який проходив у Лагосі 12 листопада 1977 року, збірній Нігерії було достатньо зіграти внічию проти свого принципового суперника в африканській зоні збірної Тунісу, однак автогол Гудвіна Одіє, який став єдиним голом, забитим у цьому матчі, зруйнував сподівання нігерійців на участь у світовій першості.
Дебют Одегбамі в міжнародних турнірах національних команд нарешті відбувся у 1978 році, коли збірній Нігерії вдалося кваліфікуватись для участі у Кубку африканських націй 1978, який проходив у Гані. Три голи, які він забив на цьому турнірі, принесли збірній бронзову медаль, а йому самому — третє місце в списку найкращих африканських футболістів 1978 року.
На клубному рівні його кар'єра також розвивалася вдало. В 1979 році «Шутінг Старз» виборов Кубок Нігерії, а в 1980 році став чемпіоном країни.
Вершиною його футбольної кар'єри став Кубок африканських націй 1980 року, де Нігерія вперше у своїй історії стала чемпіоном континенту. Два голи, забиті ним у фінальному матчі проти збірної Алжиру, принесли йому титул капітана збірної; у списку найкращих африканських футболістів 1980 року він посів друге місце, поступившись лише камерунцю Жану-Манга Онгене.
Футбольний турнір Олімпіади-1980 у Москві став його першим міжнародним турніром як капітана збірної, але став цілковитим фіаско для африканських чемпіонів, якім не вдалося виграти жодного матчу. Період невдач продовжився у кваліфікаційному турнірі до чемпіонату світу 1982 року, в якому Нігерія поступила місце у фінальних змаганнях збірній Алжиру. Останній матч цього відбірного циклу проти Алжиру 30 жовтня 1981 року в алжирській Константині, де Нігерія поступилася з рахунком 1:2, став останнім матчем Одегбамі у складі національної збірної. Всього він зіграв за збірну 46 матчів, в яких забив 23 м'яча.
Клубна кар'єра Одегбамі продовжувалася ще три роки. Востаннє він зіграв за у складі «Шутінг Старз» у фіналі Кубка африканських чемпіонів 1984 року, де нігерійський клуб програв єгипетському «Замалеку».
Після закінчення ігрової кар'єри Одегбамі став письменником, спортивним журналістом і футбольним коментатором. Він очолював національний комітет з підтримки заявки Нігерії на проведення чемпіонату світу 2010 року (право провести цей чемпіонат здобула тоді Південна Африка).

## Титули і досягнення
- Срібний призер Всеафриканських ігор: 1978
- Переможець Кубка африканських націй: 1980
- Бронзовий призер Кубка африканських націй: 1978